# 那須温泉神社
那須温泉神社（なすゆぜんじんじゃ）は、栃木県那須郡那須町の神社。

## 概要
舒明天皇の代（在位：629年 - 641年）の創建と伝わる。古くは、貞観11年（869年）に従四位上を授けられ、『延喜式』の神名帳にも名が見えている。平安時代の末期、屋島の戦いの際には、那須与一が扇の的を射るに当たり、「南無八幡大菩薩、別しては吾が国の神明、日光権現宇都宮、那須温泉大明神、願わくはあの扇の真中射させてたばえ給え」と那須温泉神社を祈願して見事に扇を射たため、与一は名声を轟かして、那須郡の総領となり、凱旋の後その神恩の深いことを謝して、大社殿を寄進し、鏑矢、蟇目矢、征矢、桧扇、鳥居を奉納した。領民はこぞって温泉神社を勧請し、貞享3年（1686年）6月19日には正一位に叙せられた。与一にあやかり、必勝祈願に訪れる人が多い。
境内には、与一が奉献した三之鳥居、水琴窟、さざれ石などがある。
神社後方には、玉藻前が石化したものであると伝わる殺生石がある。
那須岳の主峰・茶臼岳の頂上に、奥宮の那須岳神社が鎮座する。

## 境内社

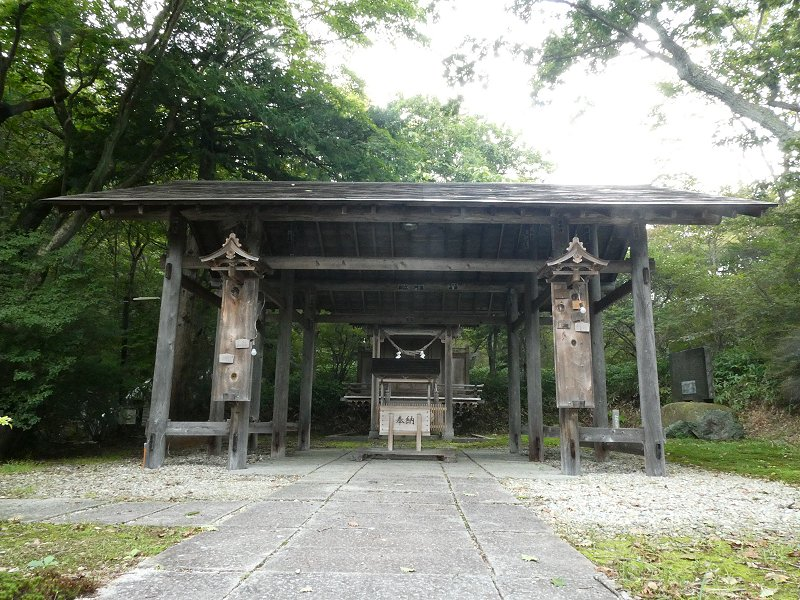
見立神社
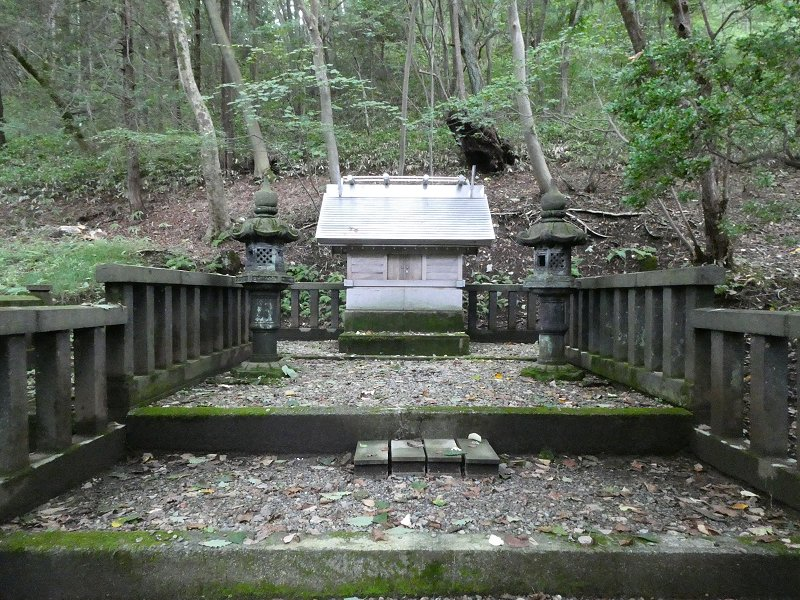
祖霊社
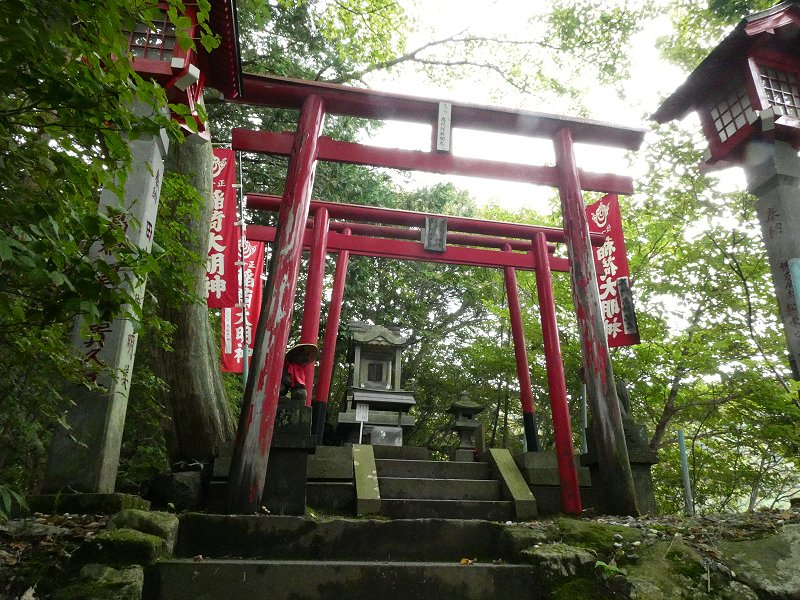
九尾稲荷神社

愛宕社 祭神 - 火産霊命
見立神社 祭神 - 天児屋根命、狩野三郎行広
祖霊社
琴平神社
疱瘡神社
神明社
山神社
稚祇神社
天満天神 祭神 - 菅原道真公
九尾稲荷神社 祭神 - 九尾の狐（玉藻前）
- 見立神社
- 祖霊社
- 九尾稲荷神社